# Aristide Rousaud
Aristide Charles Louis Rousaud, né le 7 février 1868 à Rivesaltes (Pyrénées-Orientales) et mort le 12 février 1946 à Paris, est un sculpteur français.
Il est un des praticiens d'Auguste Rodin.

## Biographie
Originaire de Rivesaltes, Aristide Rousaud quitte sa ville natale en 1883 pour travailler à Paris. 
Élève d'Alexandre Falguière, il devient son chef d’atelier.
Il rejoint ensuite les élèves d'Auguste Rodin, dont il devient le praticien. Il exerce cet emploi entre autres pour des portraits sculptés de Victor Hugo, Pierre Puvis de Chavannes ou Georges Clemenceau.
En tant que sculpteur, il participe à la création de monuments en commémoration de la Première Guerre mondiale. Il envoie le modèle du Monument aux morts de L'Aigle au Salon des artistes français de 1921,. Avec son élève Georges Saupique, il crée le Monument aux morts de Langres.
Il réalise aussi un monument au ministère des Armées à la mémoire des fonctionnaires de l’administration centrale victimes de la guerre.
En 2018, la municipalité de Rivesaltes prévoyait de lui rendre un hommage.

## Œuvres
- L'Aigle, jardin de l'hôtel de ville : Monument aux morts.
- Langres, place de Verdun : Monument aux morts, en collaboration avec Georges Saupique.
- Paris, square Auguste-Mariette-Pacha : Monument à Pierre de Ronsard, 1928.
- Rivesaltes, place Maréchal-Joffre : fontaine des Nymphes, ou fontaine d’amour, ou Les trois Grâces, 1899, statue en pierre, œuvre disparue[5].
- Toulouse, musée des Augustins : Jeune fille - buste à l'italienne, marbre[6].
- Localisation inconnue :
  - Trois femmes nues soutenant une sphère, vers 1930-1940, groupe en bronze[7] ;
  - Femme nue allongée sur le dos, statuette en bronze[8].

Œuvres d'Aristide Rousaud
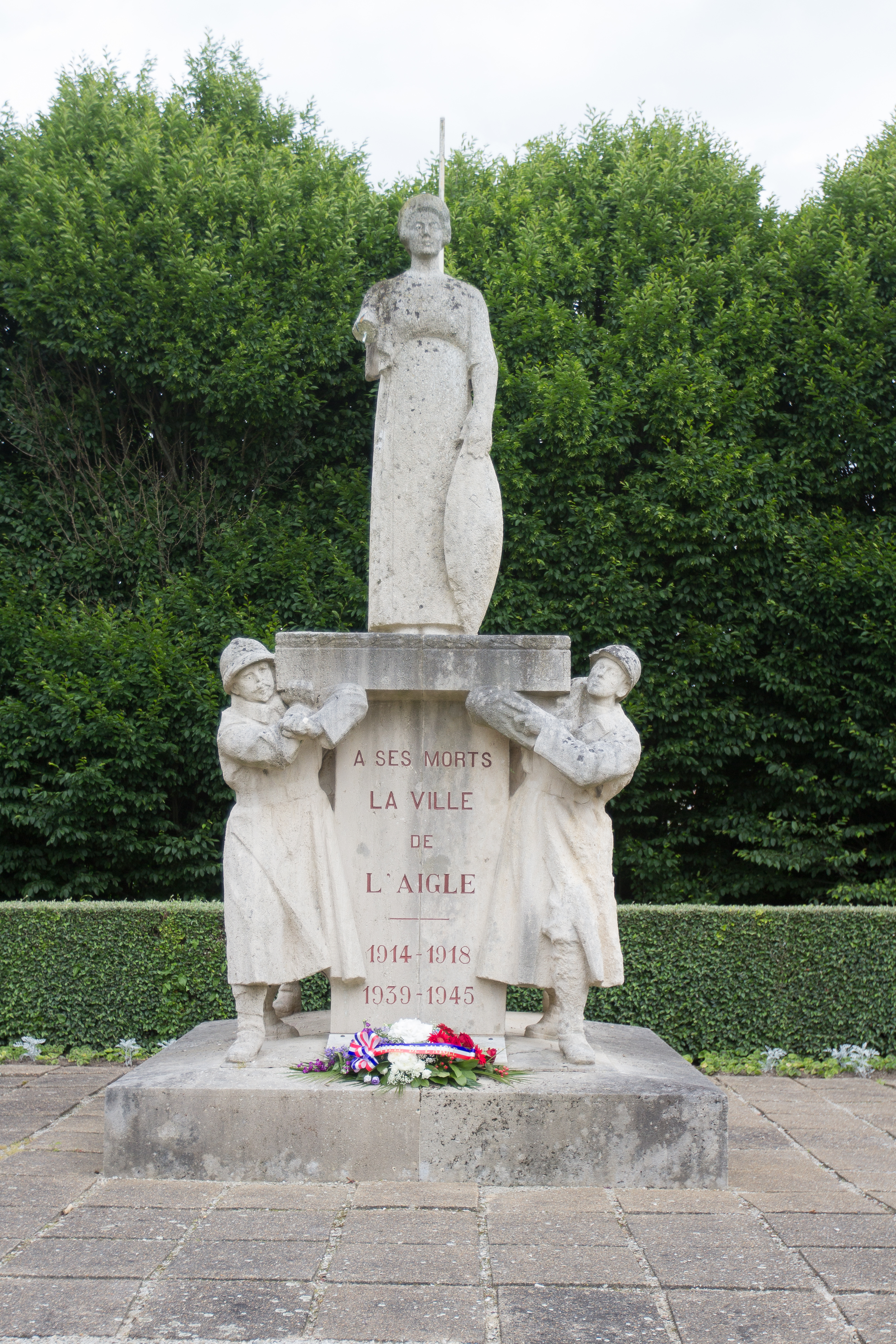
Monument aux morts, L'Aigle, jardin de l'hôtel de ville.
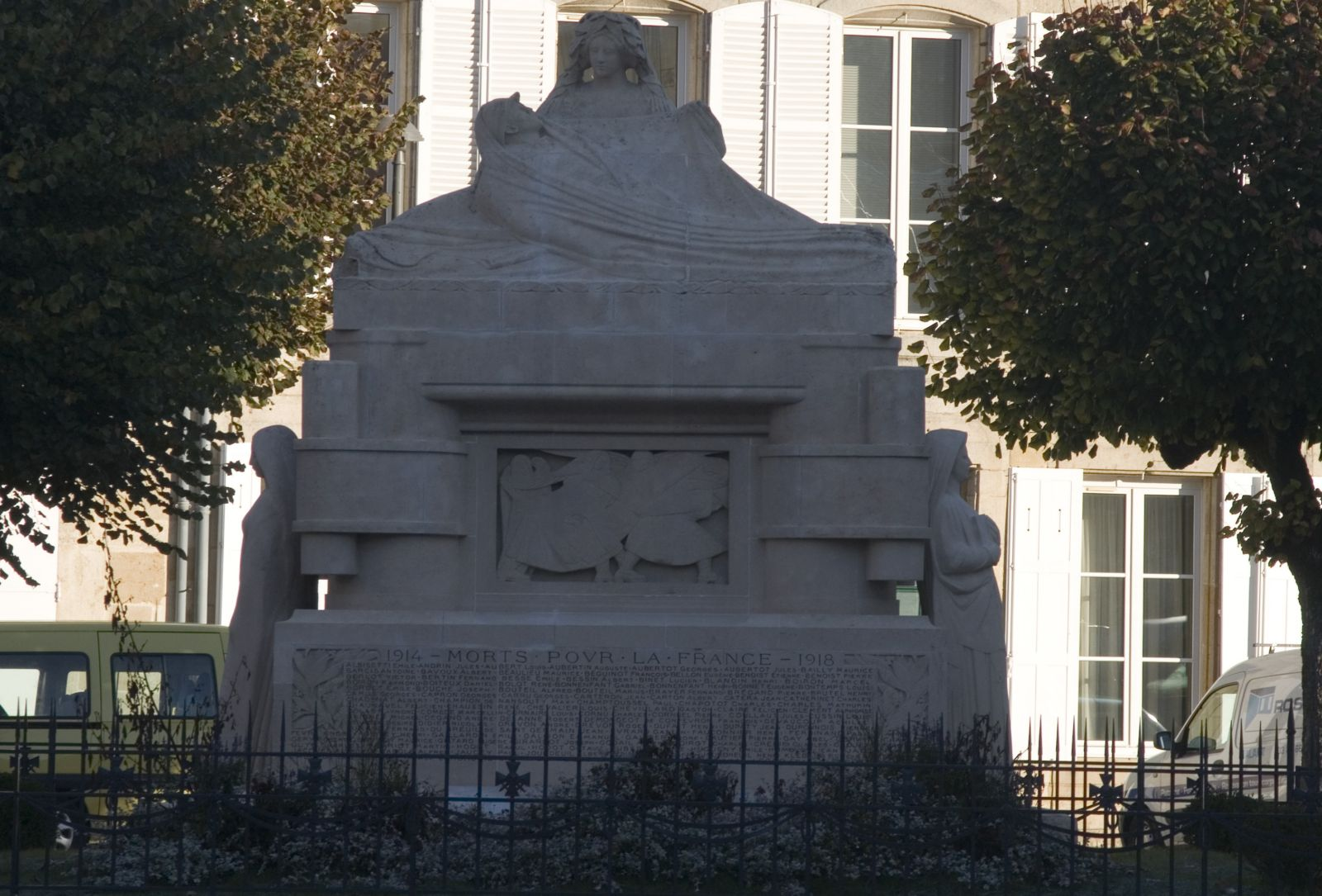
Monument aux morts de Langres.
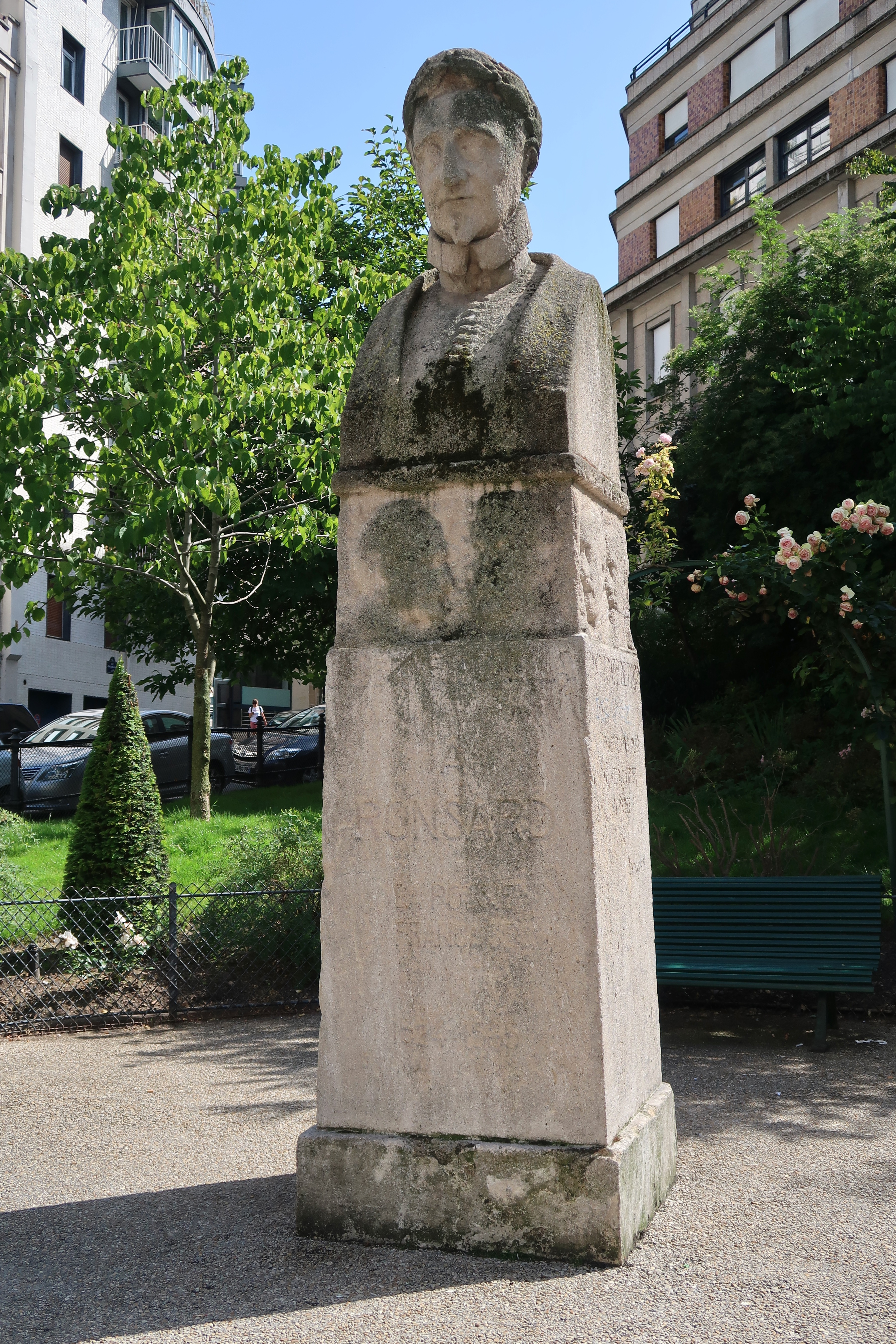
Monument à Pierre de Ronsard (1928), Paris, square Auguste-Mariette-Pacha.